# Muxtar Babayev
Muxtar Bahadur oglu Babayev (en azerí: Muxtar Bahadur oğlu Babayev; Bakú, 16 de octubre de 1967) es ministro de Ecología y Recursos Naturales desde 2018, miembro de la Asamblea Nacional de la República de Azerbaiyán en los años 2010-2018. Presidente de la COP29.

## Biografía
Muxtar Babayev nació el 16 de octubre de 1967 en Bakú. En 1986-1988 sirvió en el ejército. En 1991 se graduó de la Facultad de Filosofía de la Universidad Estatal de Moscú. En 1994 se graduó de la Universidad Estatal de Economía de Azerbaiyán. En 2000 también estudió en la Academia de Comercio Exterior de Rusia.

## Carrera política
- 1991-1992 - trabajó en el Comité Estatal de Economía y Planificación de la República de Azerbaiyán
- 1992-1993 - el Ministerio de Relaciones Económicas Exteriores de la República de Azerbaiyán
- 1994-2003 – jefe adjunto del Departamento de Relaciones Económicas Exteriores de SOCAR - la Compañía Estatal de Petróleo de Azerbaiyán
- 2003-2007 – jefe del Departamento de Comercialización y Operaciones Económicas de SOCAR
- 2007-2010 - Vicepresidente de Asuntos Ecológicos de SOCAR
- 2010-2018 - Presidente del consejo de supervisión de la asociación de producción de Azerkimya[2]
- 2010-2015 - miembro de la Milli Majlis
- 2018 – Muxtar Babayev se nombró Ministro de Ecología y Recursos Naturales de la República de Azerbaiyán[3]
- El gobierno de Azerbaiyán nombró a Babayev presidente de la COP29, la Conferencia de las Naciones Unidas sobre el Cambio Climático de 2024.[4]

## Premios y títulos
- Medalla Taraggi (2012)[5]
- Orden Shohrat (2017)[6]